# Kenorland
Kenorland ist in der Erdgeschichte ein hypothetischer Urkontinent, der vor etwa 2,7 Milliarden Jahren entstanden sein soll. Im Verlauf seiner Geschichte war er von zwei Orogenesen betroffen, blieb jedoch im Wesentlichen intakt. Er wurde später in den Großkontinent Arctica einbezogen.

## Namensgebung
Der Name Kenorland wurde 1991 von einer Wissenschaftlergruppe um Harold Williams vorgeschlagen. Der Name ist von der Kenora-Orogenese abgeleitet, die vor ca. 2,7 Milliarden Jahren stattfand. Der Kontinent soll bis vor 2,1 Milliarden Jahren bestanden haben.

## Bestandteile
Kenorland bestand im Wesentlichen aus dem Kanadischen Schild, d. h. dem Superior-Kraton, Slave-Kraton und Hearne-Kraton.

## Kenorland als erdgeschichtlicher Kontinent
Kenorland wurde zu einem noch nicht genau bestimmten Zeitpunkt (jünger als 2500 Millionen Jahre), vermutlich vor etwa 1800 Millionen Jahren, durch Akkretion des Wyoming-Kratons, des Rae- und Nain-Komplexes von Grönland und von zwei sibirischen Kratonen zum Großkontinent Arctica verschweißt.